# 에흐산 하다디
에흐산 하다디(페르시아어: احسان حدادی,‎ Ehsan Haddadi, 1985년 1월 20일~)는 이란의 육상 선수로 주 종목은 원반던지기이다. 2012년 하계 올림픽에서 남자 원반던지기 은메달을 획득했으며 이란 최초의 올림픽 육상 메달리스트이다. 현재 남자 원반던지기 아시아 기록과 이란 기록을 보유하고 있다.